# Neomaso vicinus
Neomaso vicinus là một loài nhện trong họ Linyphiidae.
Loài này thuộc chi Neomaso. Neomaso vicinus được Alfred Frank Millidge miêu tả năm 1991.